# Donegal (hrabstwo)
Donegal (irl. Contae Dhún na nGall) – hrabstwo na północnym zachodzie Irlandii, jedno z trzech hrabstw historycznego Ulsteru pozostających poza granicami Irlandii Północnej. Nazwa pochodzi z języka irlandzkiego i oznacza fort, który odpiera cudzoziemców (wedle innej wersji fort cudzoziemców). Kiedyś czasami było też nazywane Tyrconnel (irl.: Tír Chonaill – ziemia Connallów).
Próby przywrócenia hrabstwu nazwy Tír Chonaill pod koniec XX wieku zostały porzucone w wyniku obiekcji, że półwysep Inishowen był historycznie odrębny od Tír Chonaill.
- Największe miasto: Letterkenny
- Najwyższy punkt: Errigal, 751 m n.p.m.[2]

## Geografia

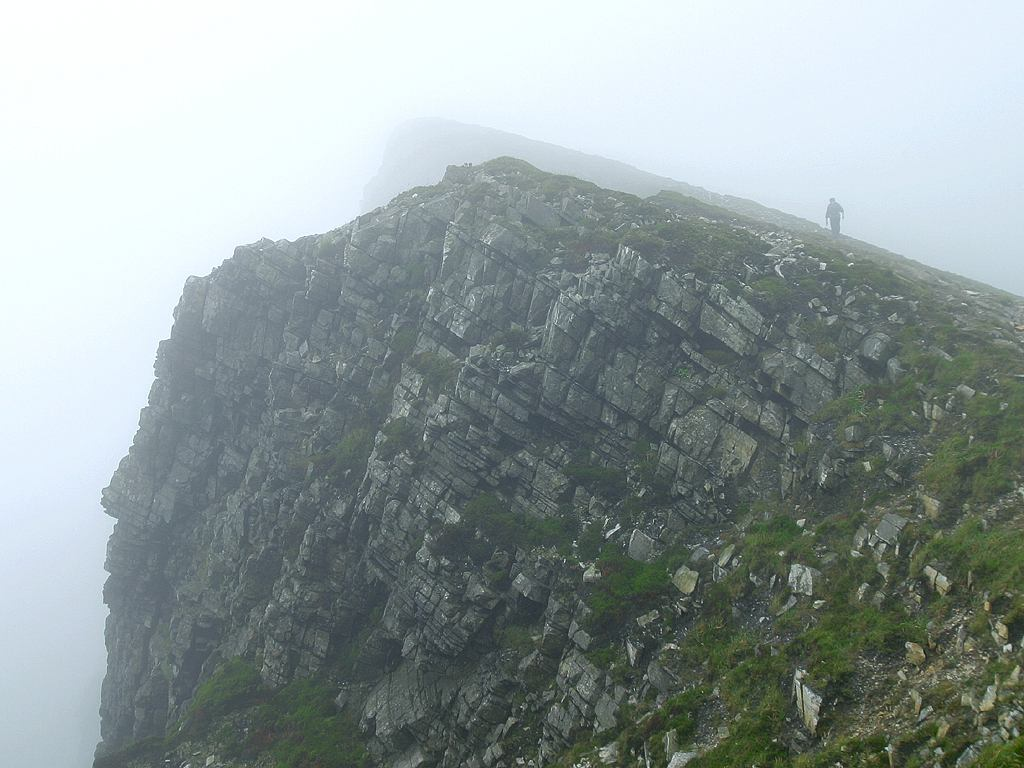
Klif Slieve League

Większość terytorium hrabstwa zajmują niskie góry Donegal. Linia brzegowa jest bardzo urozmaicona – występują liczne zatoki (np. Lough Swilly) i przybrzeżne wyspy, z których dwie: Arranmore i Tory są na stałe zamieszkane. Klify Slieve League są drugimi pod względem wysokości w Europie, przylądek Malin Head jest najbardziej wysuniętym na północ miejscem w Irlandii. Klimat jest umiarkowany z zimnymi, wilgotnymi latami i łagodnymi deszczowymi zimami; łagodzący wpływ wywiera Prąd Zatokowy.

## Kultura
Jak inne tereny zachodniej Irlandii Donegal ma charakterystyczną skrzypcową tradycję.
Wariant języka irlandzkiego używany w Donegal również jest osobliwy i ma w sobie cechy szkockiego gaelickiego. Irlandzki, którym mówi się w donegalskim Gaeltacht jest dialektem zachodniego Ulsteru, podczas gdy na Inishowen, gdzie Gaeltacht zostały utracone na początku XX wieku, używa się dialektu wschodniego Ulsteru. Ulsterski szkocki (nie mylić ze zwykłym szkockim) jest ciągle używany w okręgu Laggan.

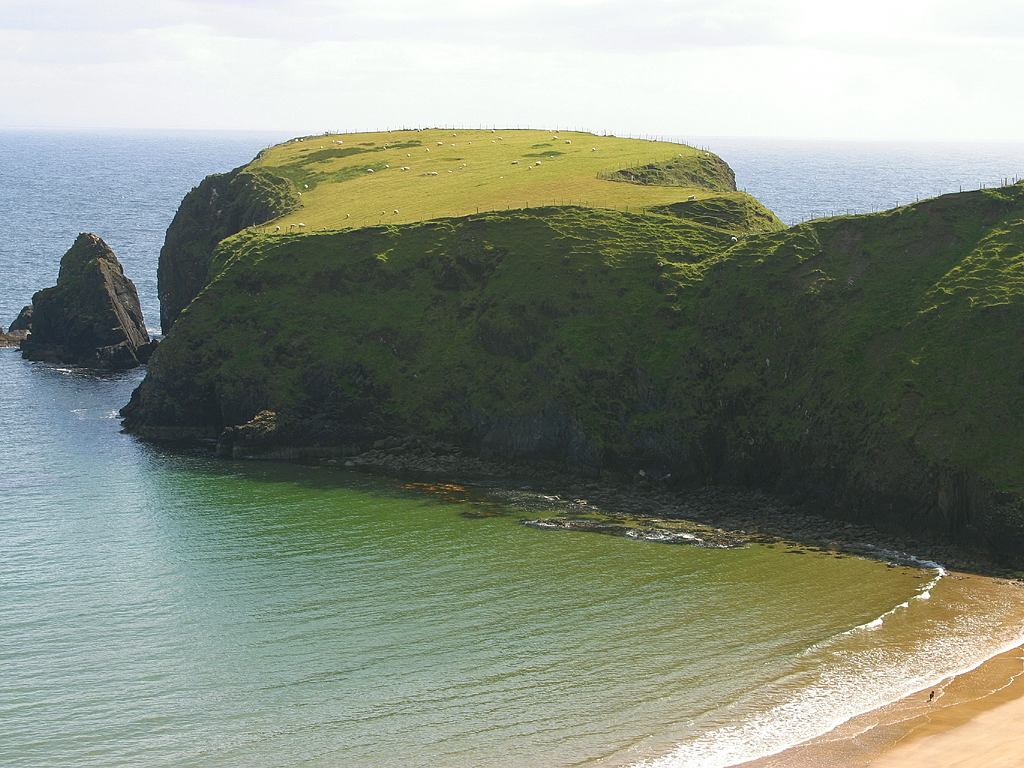
Brzeg w Trabane

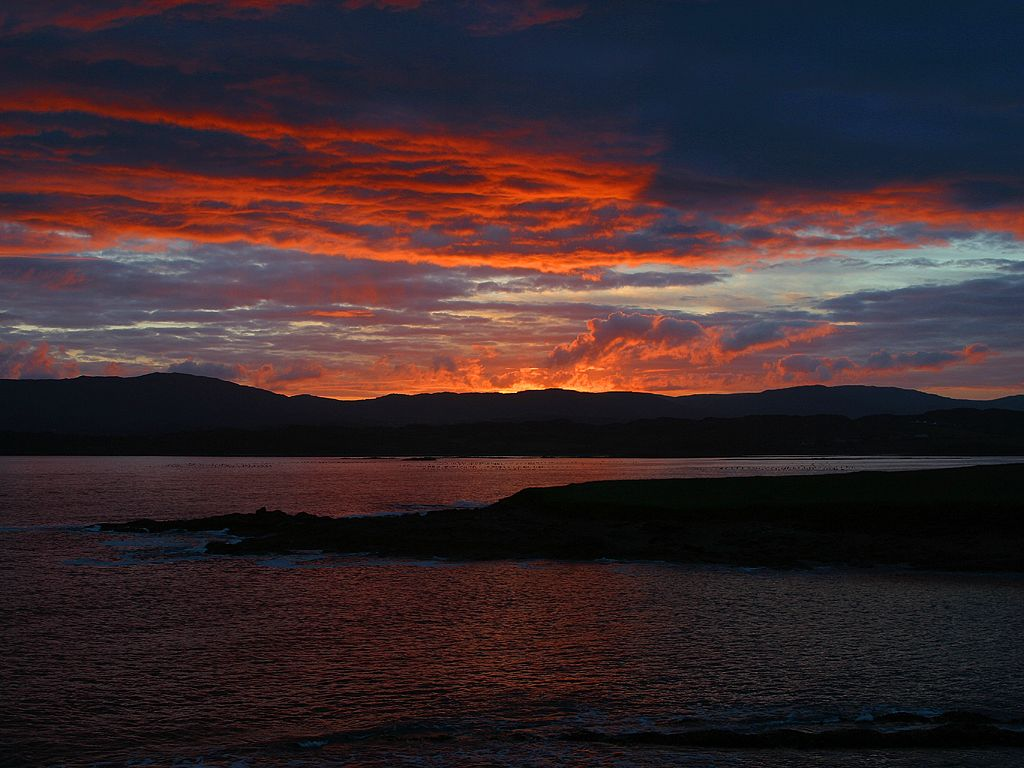
Saint John’s Point

Donegalski irlandzki ma duży wpływ na wszystkich mieszkańców północnej Irlandii posługujących się irlandzkim – którzy wiedzą o tym, że rozmawiają językiem zauważalnie różniącym się (w wymowie) od języka irlandzkiego z innych części kraju i używanego w irlandzkiej telewizji.

## Miasta w Donegal
- Ardara
- Ballybofey, Ballyshannon, Buncrana, Bundoran, Burtonport
- Carndonagh, Clonmany
- Donegal, Dunfanaghy, An Clochán Liath (Dungloe)
- Gaoth Dobhair (Gweedore), Glenties, Glencolmcille, Greencastle
- Letterkenny, Lifford
- Killybegs
- Milford, Moville, Muff
- Rathmullan(inne języki)
- Stranorlar